# スロバキア国鉄425.95系電車
スロバキア国鉄425.95系電車（スロバキアこくてつ425.95けいでんしゃ）は電車で、鉄道企業体スロバキアがタトラ電鉄の各線で2000年より使用している。

## 歴史

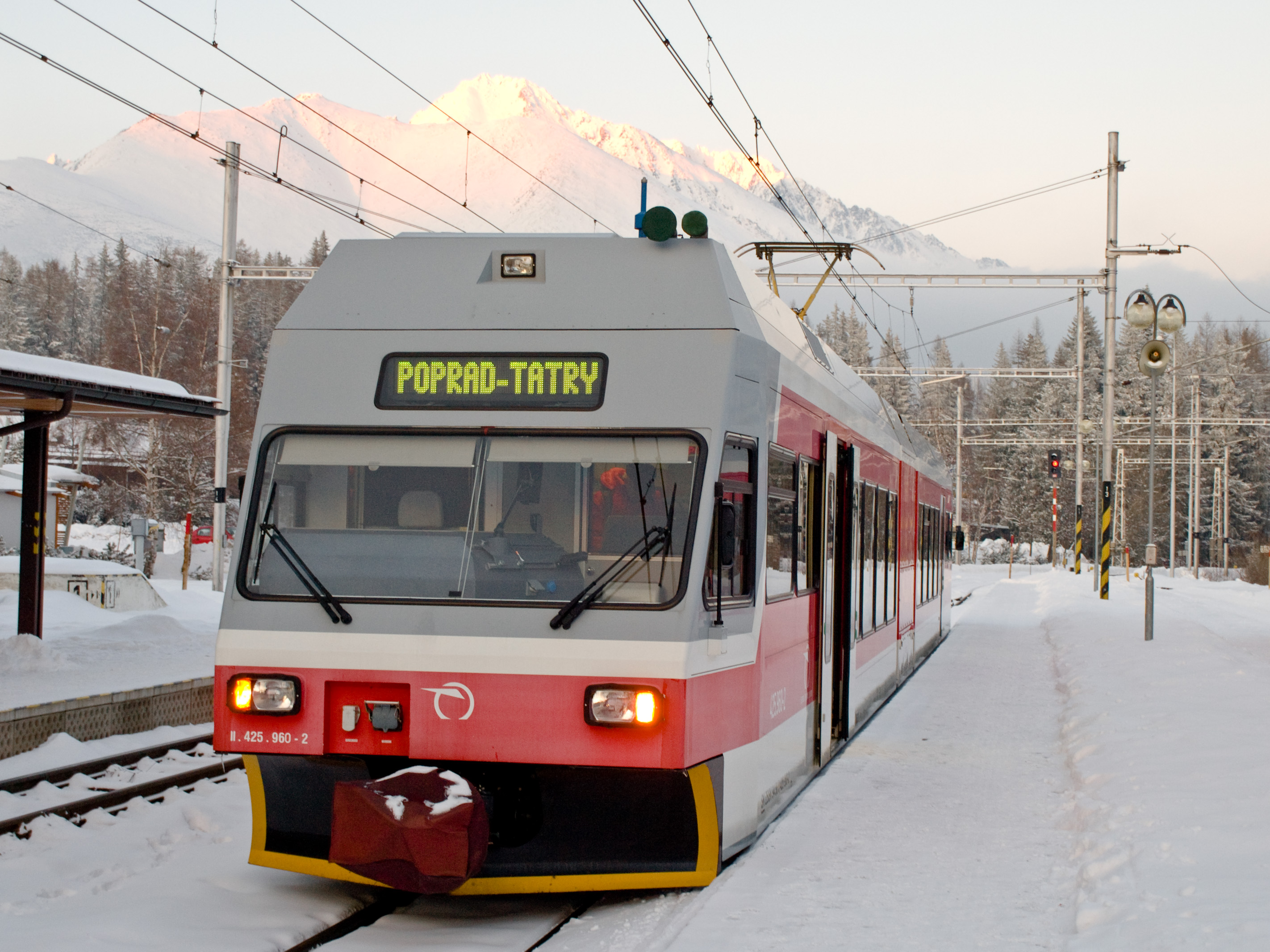
シトルブスケー・プレソ駅での425.960系電車

425.95系電車は、タトラ電鉄を1968年より担った連接車420.95系（旧EMU89.0系）の置換用であった。14編成の競争入札は、ヴルートキ鉄道保守エンジニアリング、シュタドラー車両、ダイムラー・クライスラー・レールシステムズの3社からなるコンソーシアム、GTM・ヴィソケー・タトリが勝利した。列車はアルプス山脈で運行しているシュタドラー GTW 2/6をベースに製造された。最初の編成は2000年10月に供給された。型式試験後、一般運用車として承認・登録された。2001、2002年にかけてさらに13編成と予備のモーター1個が供給された。2006年に連結器も供給され、15編成の納入が完了した。

## 説明
列車は3つの部分から構成される。中間は鋼製で、連結部はモーターを確保した通路となっている。隣の2つの部分はアルミ製で、運転手用の席がある。車両は6軸で、各部分の下に2つの軸が配置されている。列車には視聴覚情報システムが備えられている。

## 参照